# Patrimonio de afectación
El patrimonio de afectación es un patrimonio separado del patrimonio general] con algún propósito específico. El patrimonio de afectación se mantiene fuera del patrimonio del titular original y, si éste entra en concurso, quiebra o contrae deudas, dicho patrimonio afectado permanece intocado y destinado a los fines a los que fue asignado.

## Teoría alemana u objetivista del patrimonio

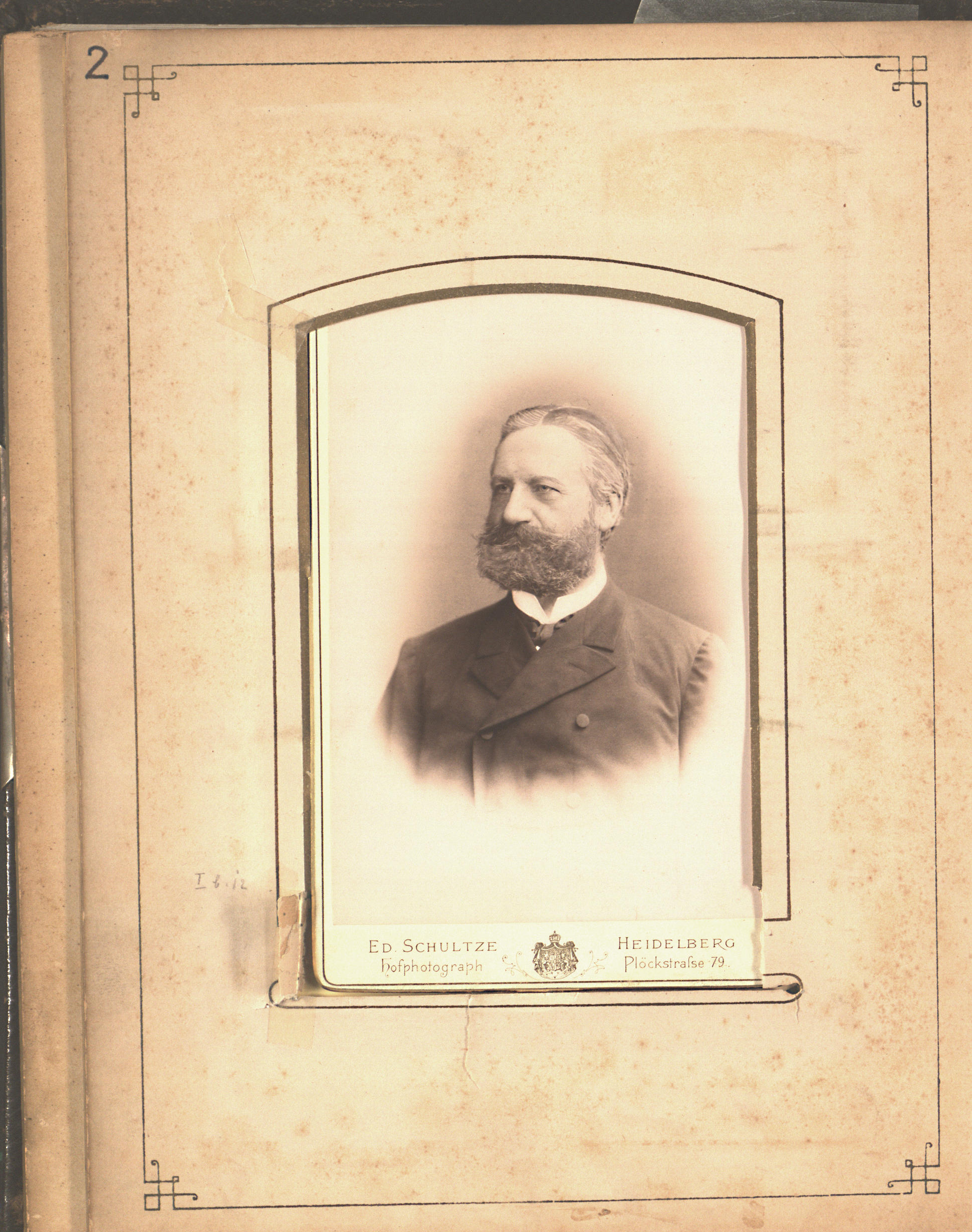
Ernst Immanuel Bekker.

Esta teoría, propuesta por autores alemanes Alois von Brinz y Ernst Immanuel Bekker, postula que los derechos y las obligaciones no tienen necesariamente por base a las personas. Podrían existir patrimonios sin dueño, basados en la afectación a un fin único de todos los bienes que forman parte de ellos. 
Esta teoría es radicalmente opuesta a la teoría del patrimonio colectivo sustentada por Marcel Planiol, quien afirmaba que “la idea de la personalidad ficticia es una concepción simple, pero superficial y falsa”. Para Planiol, no puede haber sobre la tierra otros titulares de derechos que los hombres.
Para la teoría alemana, el vínculo que unifica a los diversos elementos del patrimonio es su común afectación a un fin. Esa afectación común basta para mantener unidos los diversos elementos del patrimonio, sin que sea necesaria la existencia de una persona a quienes todos ellos pertenezcan, de modo que, al lado de los patrimonios con sujeto o personales, podría haber patrimonios sin sujeto. 
La doctrina clásica considera la indivisibilidad de patrimonio como una regla, porque para esta teoría cada persona posee necesariamente un patrimonio. Tampoco, admite la transmisión del patrimonio por causa de muerte, ya que para que exista patrimonio debe existir una persona, este se extingue con la muerte del titular , se extingue su patrimonio y a sus herederos se le trasmite es el contenido patrimonial.

## Requisitos para que haya patrimonio de afectación
Para que haya patrimonio afectación el patrimonio debe ser autónomo, no en relación con la persona, sino en función de un vínculo jurídico al cual el derecho da reconocimiento, afectando un conjunto de bienes para conseguir un fin. 
Para que exista patrimonio de afectación deben producirse los siguientes requisitos: 
1. Que exista un conjunto de bienes derechos y obligaciones destinados a la realización de un fin;
2. Que este fin sea de naturaleza jurídico-económica;
3. Que el derecho organice con fisonomía propia y, por consiguiente, con autonomía todas las relaciones jurídicas activas y pasivas de acreedores y deudores en función de aquella masa independiente de bienes derechos y obligaciones.

## Función de los patrimonios de afectación
Para fines especiales, habitualmente las legislaciones permiten que se constituyan núcleos específicos de bienes para responder a obligaciones determinadas, sin garantizar las cargas incluidas en el patrimonio general de la persona.
Los patrimonios de afectación son facilitadores de la vida social y económica. Dan paso a un mayor flujo de actividad económica ya que garantizan el cumplimiento de obligaciones y permiten compromisos más allá del patrimonio general
Los patrimonios de afectación han sido creados para que cumplan la función de:
1. Atribuir o reservar ciertos bienes con un determinado destino exclusivo, de modo que queden desligados de cualquier otra finalidad.
2. Reservar a un determinado grupo de acreedores un conjunto de bienes sobre los cuales puedan satisfacerse, con exclusión de otros acreedores.

## Ejemplos
Los principales patrimonios de afectación son:
- La herencia aceptada a beneficio de inventario.
- La herencia yacente.
- La herencia dejada a un concepturus.
- El patrimonio del quebrado.
- Los bienes constituidos en fideicomiso.
- Los bienes de terceros administrados por un fondo común de inversión.

## Patrimonios de afectación en la legislación
En la legislación de Uruguay se han creado figuras definidas como patrimonios de afectación. La ley N° 16.774 del 27 de septiembre de 1996 define a los fondos de inversión como "un patrimonio de afectación independiente, integrado por aportes de personas físicas o jurídicas bajo el régimen de la presente Ley, para su inversión en valores y otros activos".
Por su parte, la ley N° 17.703 del 27 de octubre de 2003 referida al fideicomiso establece que "los bienes y derechos fideicomitidos constituyen un patrimonio de afectación, separado e independiente de los patrimonios del fideicomitente, del fiduciario y del beneficiario".